# Stora Älgasjö
Stora Älgasjö är en sjö i Högsby kommun i Småland och ingår i Emåns huvudavrinningsområde. Sjön är 7,8 meter djup, har en yta på 0,244 kvadratkilometer och befinner sig 142,3 meter över havet. Sjön avvattnas av vattendraget Nötån.

## Delavrinningsområde
Stora Älgasjö ingår i det delavrinningsområde (634044-149855) som SMHI kallar för Ovan Skärvån. Medelhöjden är 150 meter över havet och ytan är 15,02 kvadratkilometer. Räknas de 6 avrinningsområdena uppströms in blir den ackumulerade arean 135,41 kvadratkilometer. Nötån som avvattnar avrinningsområdet har biflödesordning 2, vilket innebär att vattnet flödar genom totalt 2 vattendrag innan det når havet efter 72 kilometer. Avrinningsområdet består mestadels av skog (89 %). Avrinningsområdet har 0,74 kvadratkilometer vattenytor vilket ger det en sjöprocent på 4,9 %.